# Wahnesia luteipes
Wahnesia luteipes – gatunek ważki z rodziny Argiolestidae. Owad ten jest endemitem Papui-Nowej Gwinei.
Gatunek ten znany jest tylko z okazów typowych (trzech samców) odłowionych w marcu i kwietniu 1953 roku w Menapi na półwyspie Cape Vogel w południowo-wschodniej części Nowej Gwinei.